# Mặt trận Nhân dân về Nhân quyền

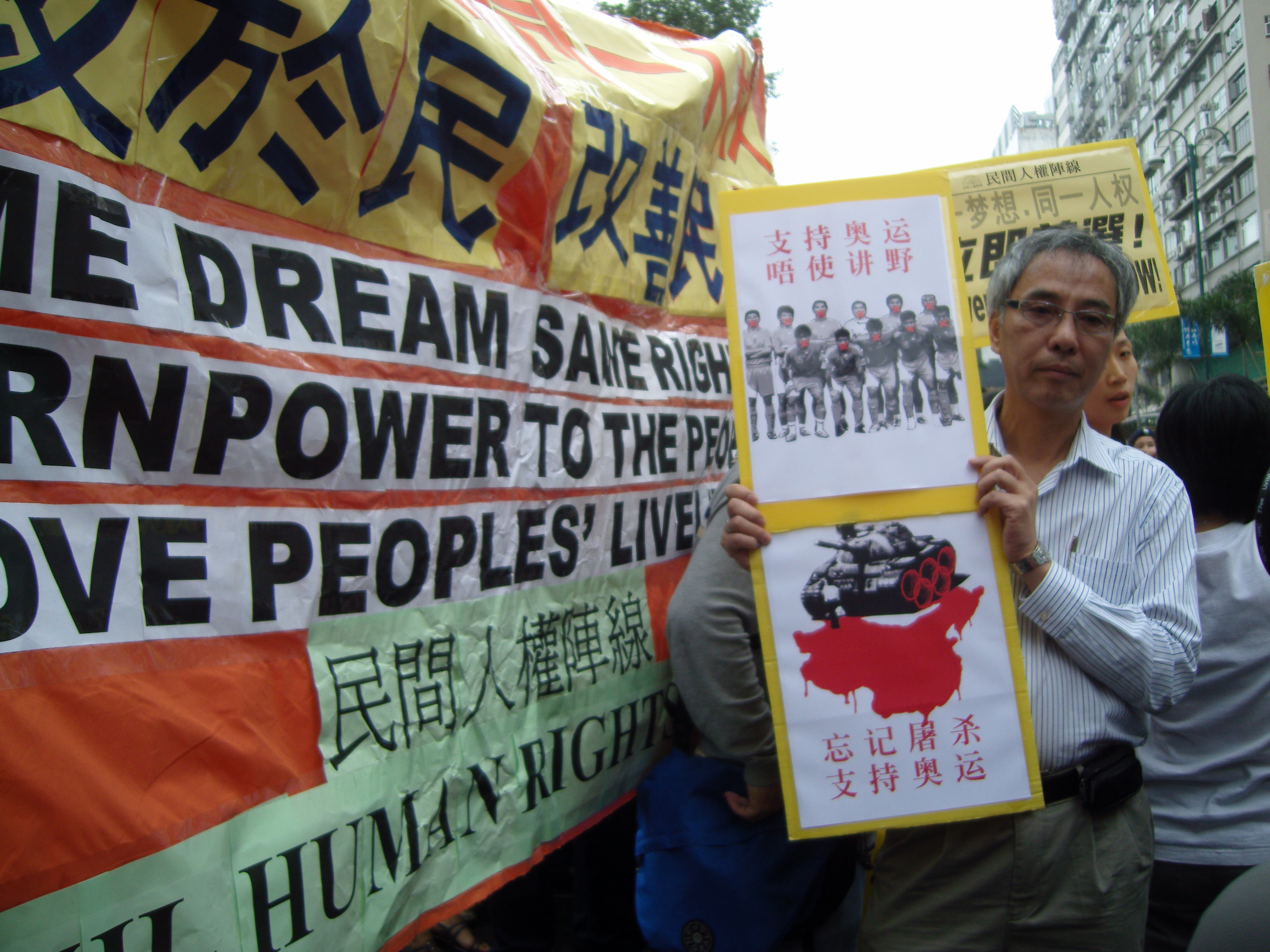
Thành viên của Mặt trận Nhân dân về Nhân quyền phản đối gần Tsim Sha Tsui trong ngày giao đuốc Thế vận hội 2008 ở Hồng Kông

Mặt trận Nhân dân về Nhân quyền (tiếng Trung: 民間人權陣線; bính âm: Mínjiān Rénquán Zhènxiàn; tiếng Anh: Civil Human Rights Front) (CHRF) là một tổ chức mà tập trung về những vấn đề chính trị và đời sống ở Hồng Kông, liên kết hầu như tất cả các phe nhóm dân chủ ở Hồng Kông. Cho tới tháng 1 năm 2006 mặt trận này có 48 thành viên là các tổ chức phi chính phủ và các nhóm chính trị. Một sự kiên nổi tiếng nhất mà được tổ chức bởi CHRF là cuộc diễn hành 1 tháng 7 năm 2003 ở Hồng Kông, mà có đến 500 ngàn người tham dự.

## Tiến trình
Mặt trận Nhân dân về Nhân quyền được thành lập vào ngày 13 tháng 9 năm 2002, với mục đích cung cấp một chỗ đứng tập trung các tiếng nói và thế lực từ các nhóm khác nhau cũng như các tầng lớp của xã hội để mà có thể đạt được những tiến bộ trong việc phát triển những phong trào về nhân quyền và dân quyền.
Mục đích ban đầu là tập trung đối phó với việc ban hành điều luật 23 của Luật Cơ bản Hồng Kông gây nhiều tranh cãi, mà bị cho là sẽ làm cản trở tự do ngôn luận. Sau cuộc phản đối năm 2003, tổ chức này mở rộng môi trường, bao gồm cả những vấn đề như công bằng xã hội và quyền hạn của cảnh sát Hồng Kông.